# Championnat du Mozambique de football 2003
Navigation
Saison 2002 Saison 2004
La saison 2003 du Championnat du Mozambique de football est la vingt-septième édition du championnat de première division au Mozambique. Les douze meilleurs clubs du pays sont regroupés au sein d'une poule unique où ils s'affrontent deux fois, à domicile et à l'extérieur. En fin de saison, les trois derniers sont relégués et remplacés par les trois meilleurs clubs de deuxième division.
C'est le CD Maxaquene qui remporte le championnat cette saison après avoir terminé en tête du classement final, avec quatre points d'avance sur le CD Costa do Sol et sept sur le Grupo Desportivo de Maputo. C'est le quatrième titre de champion du Mozambique de l'histoire du club, le premier depuis 1986.
À la suite de la fusion entre la Coupe des Coupes et la Coupe de la CAF, le vainqueur de la Coupe du Mozambique (ou le finaliste en cas de doublé) obtient son billet pour la toute nouvelle Coupe de la confédération.

## Les clubs participants
| - CD Costa do Sol - CD Maxaquene - ECMEP Nampula - Promu de D2 - Clube Ferroviario de Maputo - Chingale de Tete - GD Companhia Têxtil do Punguè - Promu de D2 | - Clube Ferroviario de Nampula - FC Lichinga - Clube Ferroviário da Beira - Wane Pone Inhassoro - Promu de D2 - Grupo Desportivo de Maputo - CD Matchedje |

## Compétition

### Classement
Le barème utilisé pour établir le classement est le suivant :
- Victoire : 3 points
- Match nul : 1 point
- Défaite, forfait ou abandon : 0 point

| Rang | Équipe                         | Pts | J  | G  | N  | P  | Bp | Bc | Diff |
| ---- | ------------------------------ | --- | -- | -- | -- | -- | -- | -- | ---- |
| 1    | CD Maxaquene                   | 47  | 22 | 13 | 9  | 1  | 33 | 4  | +29  |
| 2    | CD Costa do Sol                | 43  | 22 | 12 | 7  | 3  | 41 | 14 | +27  |
| 3    | Grupo Desportivo de Maputo     | 40  | 22 | 11 | 7  | 4  | 31 | 13 | +18  |
| 4    | Clube Ferroviário da Beira     | 37  | 22 | 10 | 7  | 5  | 19 | 14 | +5   |
| 5    | Clube Ferroviário de MaputoT   | 33  | 22 | 9  | 6  | 7  | 20 | 15 | +5   |
| 6    | Clube Ferroviário de NampulaC  | 31  | 22 | 7  | 10 | 5  | 22 | 14 | +8   |
| 7    | GD Companhia Têxtil do PunguèP | 29  | 22 | 7  | 8  | 7  | 23 | 27 | -4   |
| 8    | FC Lichinga                    | 28  | 21 | 6  | 10 | 5  | 16 | 16 | 0    |
| 9    | CD Matchedje                   | 25  | 22 | 6  | 7  | 9  | 22 | 27 | -5   |
| 10   | Wane Pone InhassoroP           | 14  | 20 | 2  | 8  | 10 | 9  | 23 | -14  |
| 11   | Chingale de Tete               | 12  | 21 | 3  | 3  | 15 | 15 | 44 | -29  |
| 12   | ECMEP NampulaP                 | 8   | 22 | 1  | 5  | 16 | 11 | 51 | -40  |

|  | Qualification pour la Ligue des champions de la CAF 2004                                        |
|  | Qualification pour la Coupe de la confédération 2004                                            |
|  | Relégation directe en deuxième division                                                         |
|  | T : Tenant du titre C : Vainqueur de la Coupe du Mozambique P : Club promu de deuxième division |

## Bilan de la saison
| Championnat du Mozambique de football 2003                             |                              |
| Champion                                                               | CD Maxaquene (4e titre)      |
| Coupes et trophées                                                     |                              |
| Vainqueur de la Coupe du Mozambique 2003                               | Clube Ferroviário de Nampula |
| Qualifications continentales                                           |                              |
| Ligue des champions de la CAF 2004                                     | CD Maxaquene                 |
| Coupe de la confédération 2004                                         | Clube Ferroviário de Nampula |
| Promotions et relégations                                              |                              |
| Promus en Moçambola                                                    | Textáfrica do Chimoio        |
| Promus en Moçambola                                                    | Desportivo da Matola         |
| Promus en Moçambola                                                    | Clube Ferroviário de Pemba   |
| Relégués en Championnat du Mozambique de football de deuxième division | Wane Pone Inhassoro          |
| Relégués en Championnat du Mozambique de football de deuxième division | Chingale de Tete             |
| Relégués en Championnat du Mozambique de football de deuxième division | ECMEP Nampula                |